# Värnpliktig fänrik
Värnpliktig fänrik var en beteckning på fänrikar i svenska Försvarsmakten som enligt 1983 års befälsordning fick sin militära grad genom värnpliktstjänstgöring. Kompanibefälsuttagna värnpliktiga fick efter fullgjord värnplikt på cirka 450 dagar (i vissa befattningar något längre) graden fänrik, vilket är den lägsta officersgraden. Dessa värnpliktiga officerare krigsplacerades oftast som plutonchefer eller ställföreträdande plutonchefer, alternativt i någon specialistbefattning som exempelvis kvartermästare eller eldledare. Gradbeteckningen skiljde sig inte från den som yrkes- och reservofficerare bar.

## Befordringsgång
Värnpliktiga befälselever befordrades efter ett fastställt antal tjänstgöringsdagar. Befordringen sammanföll också med successiva höjningar av dagersättningen. Befordring till krigsplaceringens tjänstgöringsgrad fick ske först efter det att militär grundutbildning avslutats. Ett värnpliktigt kompanibefäl som skulle krigsplaceras som fänrik, uppnådde alltså högst graden sergeant före utryckning.
Ersättningen 1995 var fram till 7,5 månader 40 sek/ dag. Från 7,5 månader till 10 månader 55 sek/dag. Från 10 månder till 12 månader 70 sek/dag. Från 12 månader till 15 månader 100 sek/dag.
| Dagar          | Grad     | Dagersättning |
| -------------- | -------- | ------------- |
| 150            | Korpral  |               |
| 275            | Furir    |               |
| 360            | Sergeant | 0             |
| Krigsplacering | Fänrik   | *             |